# باشگاه بسکتبال آراگاتس
باشگاه بسکتبال آراگاتس (ارمنی: «Արագած» բասկետբոլային ակումբ) یک تیم حرفه‌ای بسکتبال مستقر در ایروان پایتخت جمهوری ارمنستان می‌باشد که در لیگ ای بسکتبال ارمنستان بازی می‌کند. این تیم در سال ۲۰۱۸ تأسیس شده‌است.

## فصل به فصل
| فصل     | رده | دسته                    | مقام |
| ------- | --- | ----------------------- | ---- |
| ۲۰۱۸–۱۹ | 1   | لیگ ای بسکتبال ارمنستان | ۱ام  |